# Kaohsiung
Kaohsiung (高雄, pinyin: Gaoxiong) är Taiwans tredje största stad och är belägen på huvudöns sydvästra kust. Befolkningen uppgår till cirka 1,5 miljoner invånare, med totalt 2,73 miljoner invånare i hela storstadsområdet (inklusive bland annat Fongshan och Pingtung). Kaohsiung är en av tre städer i Taiwan på samma administrativa nivå som dess provinser, och lyder direkt under centrala myndigheter i Taipei. Den har en betydande hamn, och är huvudhamn för Taiwans flotta. Staden har även en internationell flygplats. Under det japanska styret tillhörde staden Takao prefektur. Med en total längd på drygt 20 km, 116 kajer och en årlig volym om nästan 10,3 TEU är Kaohsiungs hamn den största hamnen i Taiwan och den 15:e största i hela världen. Över 67% av all Taiwans import och export passerar hamnen i Kaohsiung.

## Landmärken och sevärdheter
I Kaohsiung finns många sevärdheter och kända landmärken såsom 85 Sky Tower/Tuntex Sky Tower. En 85 våningar, 378 meter hög skyskrapa med ett väldigt karaktäristiskt utseende. Den är byggd som två skyskrapor bredvid varandra med en tredje hängandes mellan dessa två.
Dragon and Tiger Pagodas är ett tempel vid Lotussjön, bestående av två torn, tigertornet och draktornet, där ingångarna till tornen är genom tigerns respektive drakens mun.
Vid Lotussjön finns en rad olika sevärdheter. Bland annat Zuoying Yuandi Temple, Spring and Autumn Pavilions och Temple of Confucius.
Hi-ing Konserthus är ett musikaliskt center som utmärker sig med både sin design och med sitt läge intill Love River Bay, en 12 km lång kanal som går genom staden.

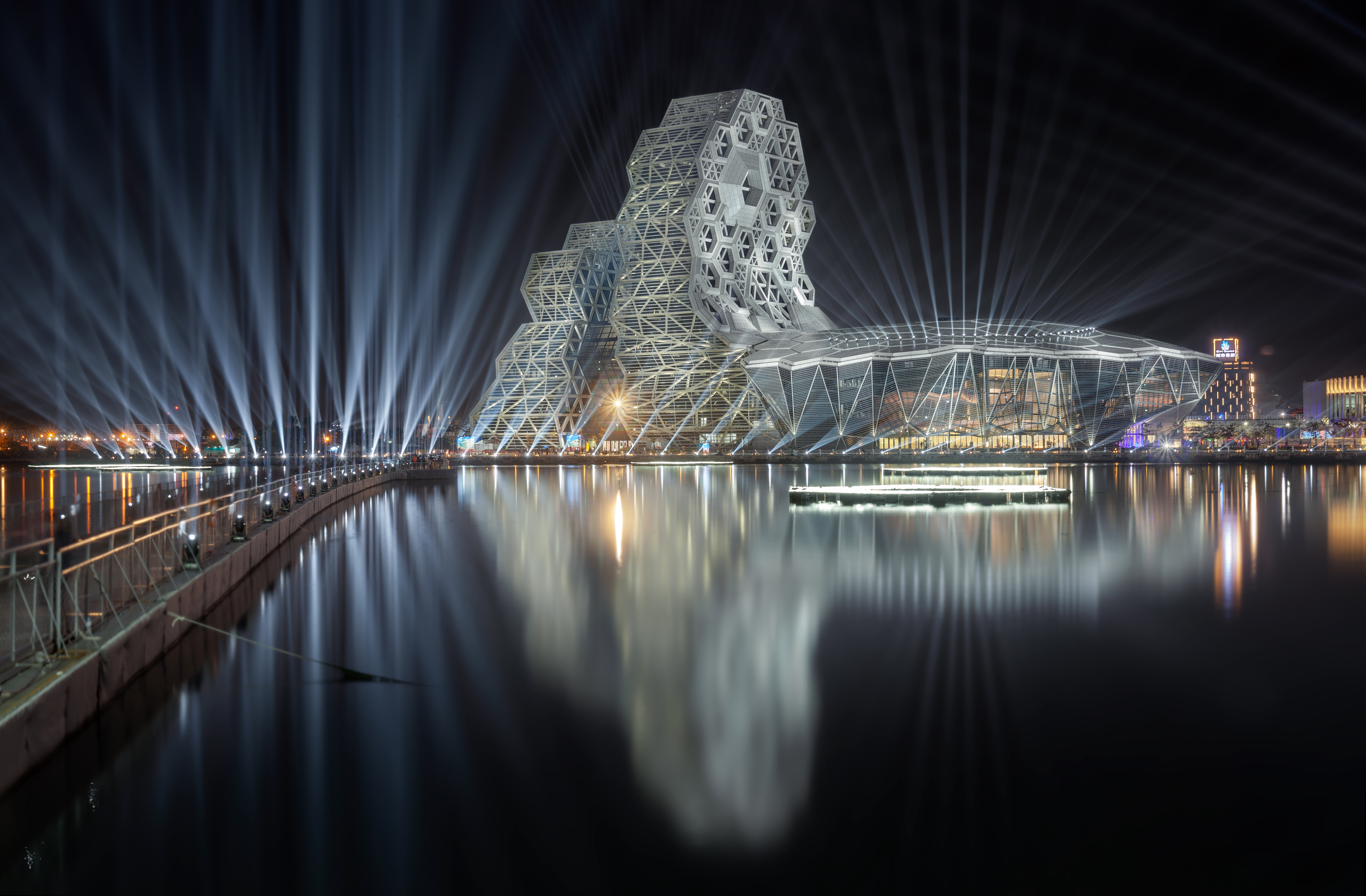
Kaohsiung Music Center

Pier-2 Art District är ett konst- och kulturcenter i hamnområdet och det som lockar flest turister årligen i Kaohsiung.
Dagangbron är en 110 m lång bro för gående och cyklister. Den ligger i Kaohsiung hamn och är den första horisontellt roterbara bron i Taiwan och den längsta roterbara hamnbron i Asien.
Tianliao Moon World är ett unikt område utanför Kaohsiung där erosionen skapat ett landskap med vita spetsiga klippor och lervulkaner som genom högt tryck pressar ut naturgas ur marken.

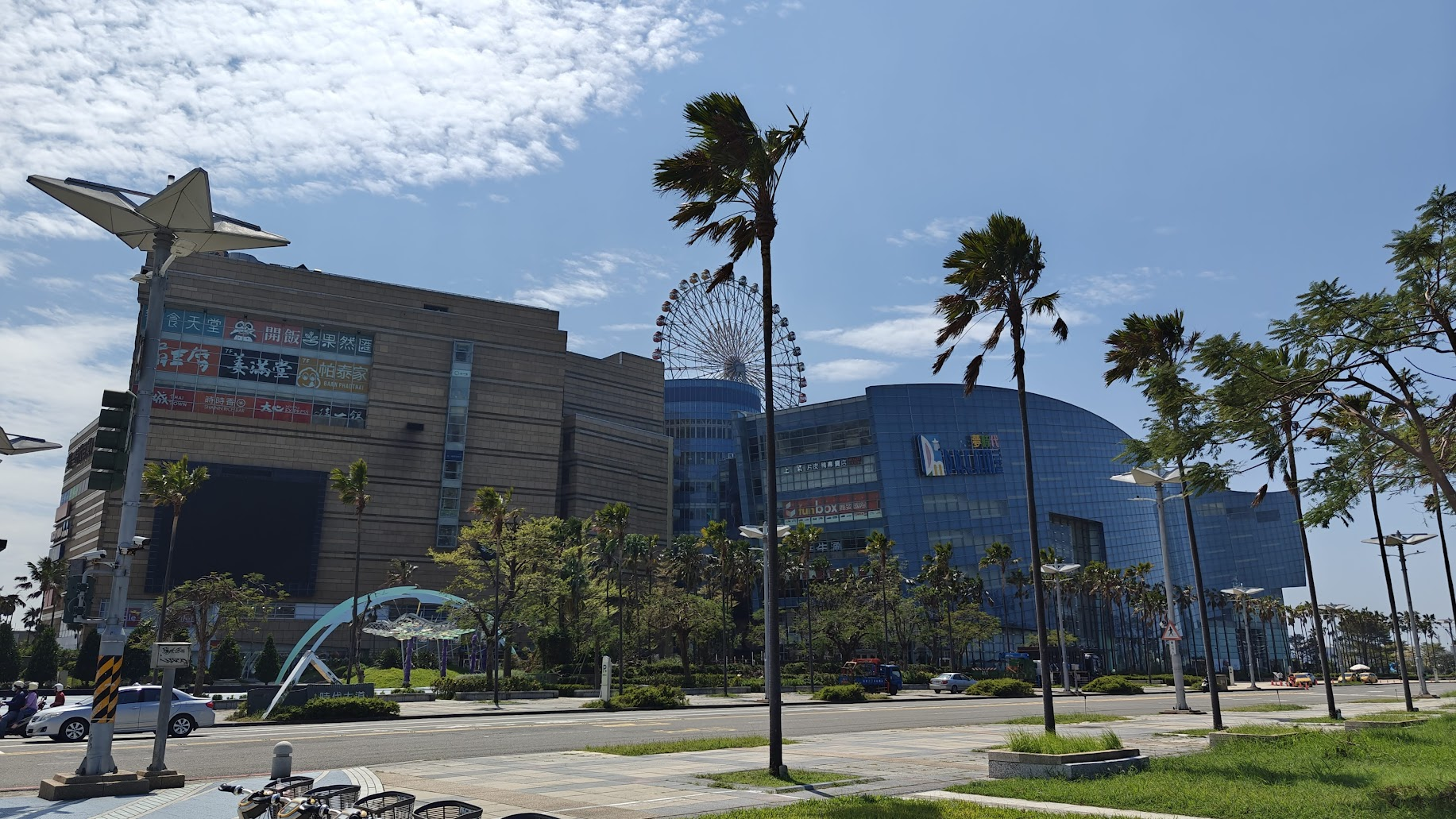
Dream Mall
Det största köpcentret i Taiwan och det 19 största i världen med 2300 butiker, 12 våningar och 410000 m² yta. Här finns ett närmast oändligt utbud av butiker, restauranger och aktiviteter. Kännetecknas av ett stort pariserhjul på taket av byggnaden.
Fo Guang Shan-templet ligger i norra Dashy-distriktet och är ett Buddha-tempel med en gigantiskt Buddha staty i guld byggt sten för sten av mästare Hsing Yun (1927-2023) och hans lärjungar med start under 1967.

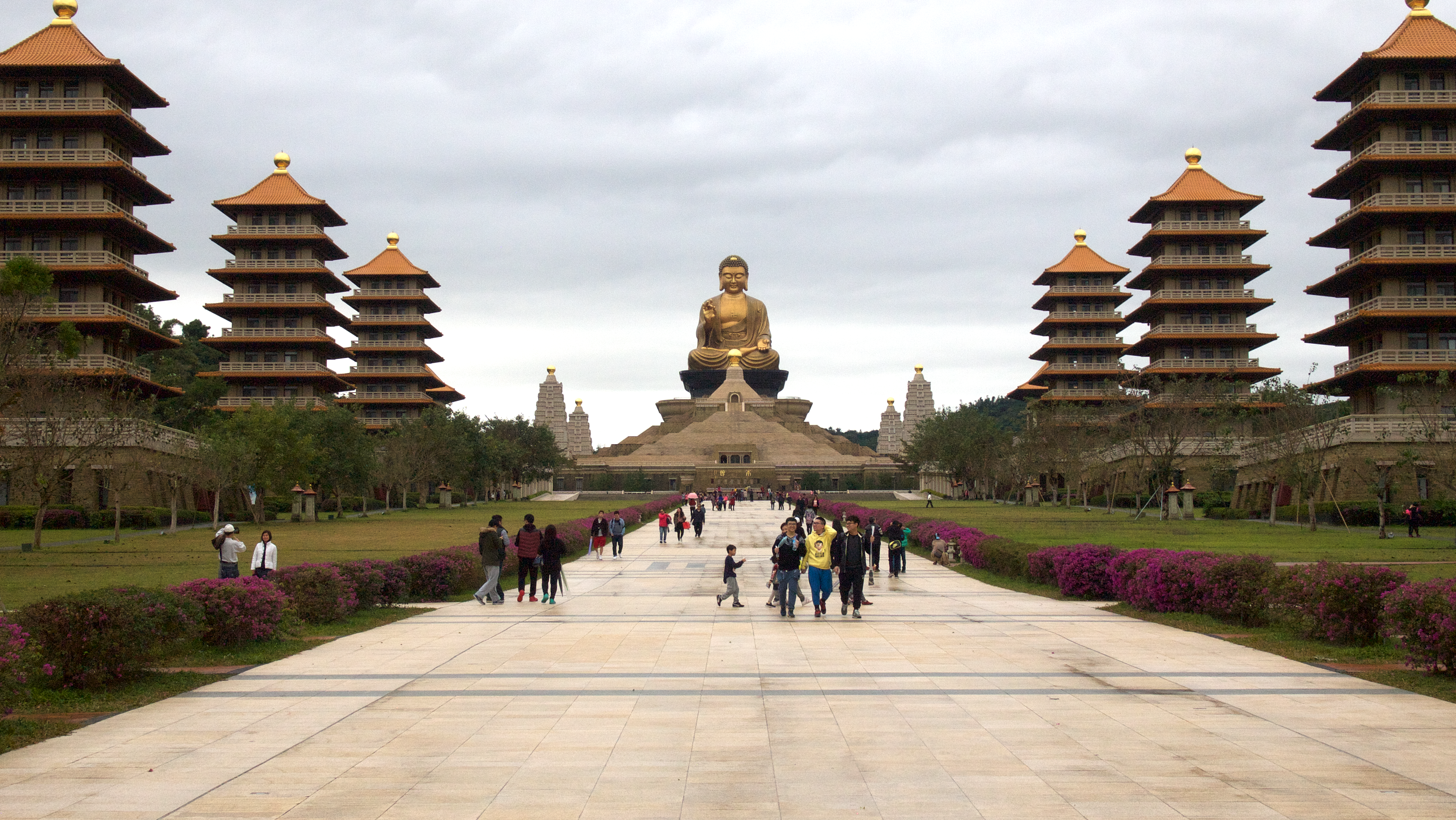
Fo Guang Shan Golden Buddha

Formosa Boulevard station är en tunnelbanestation i Sinsing distriktet som är världsberömd för sin glaskupol som är den största glaskostruktionen i världen. Den är uppbyggd av 4500 färgade glasskivor och spänner över 30 meter i diameter med en yta om 2180m².

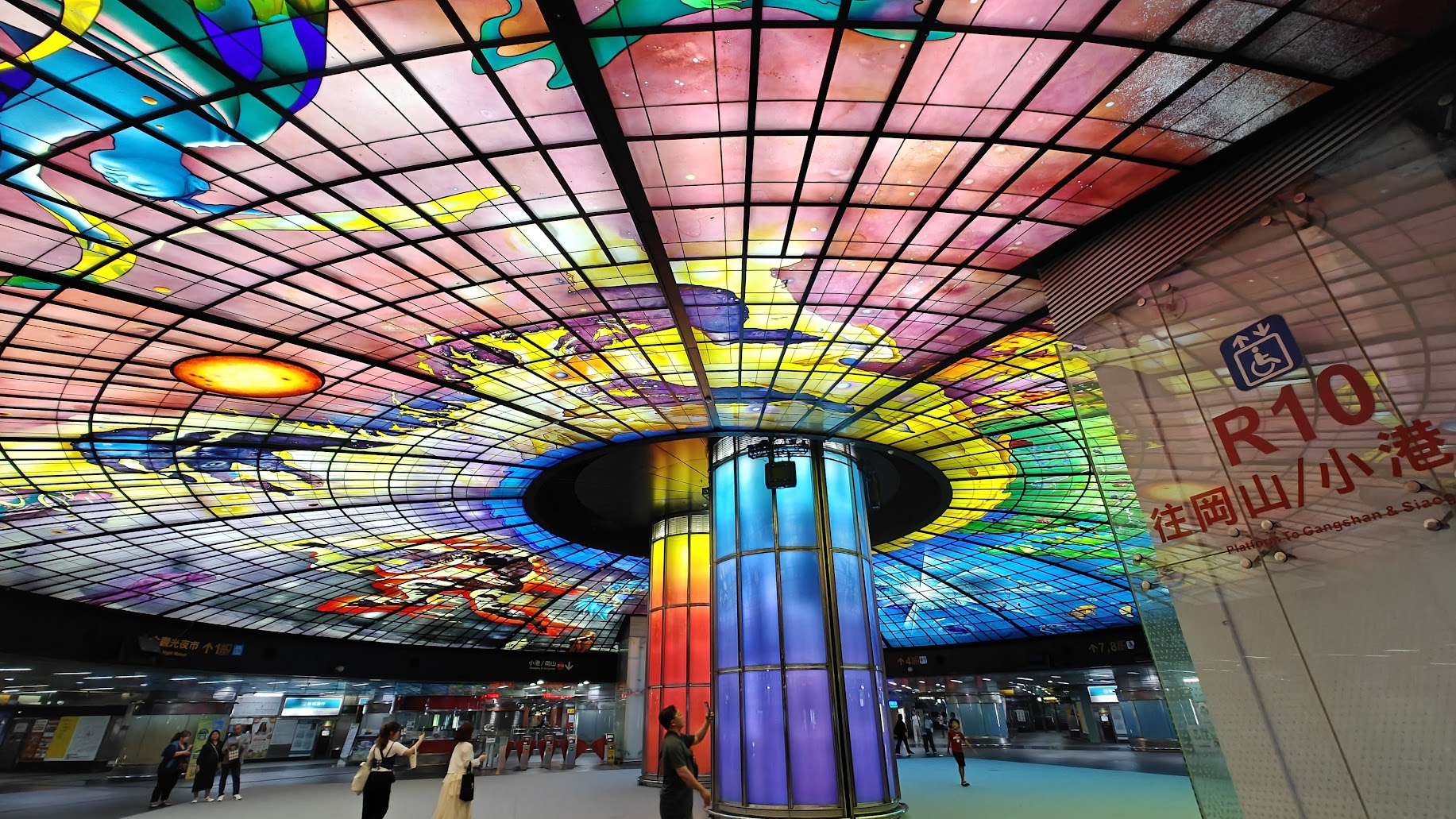
Formosa Boulevard Station

## Administrativ indelning
Kaohsiung är indelat i elva distrikt:
- Cianjhen
- Cianjin
- Cijin
- Gushan
- Lingya
- Nanzih
- Sanmin
- Siaogang
- Sinsing
- Yancheng
- Zuoying